# Scandinavian Star (schip, 1971)
De Scandinavian Star was een veerboot bekend omwille van de brand die er uitbrak op 7 april 1990. Het schip was oorspronkelijk een cruiseschip en varend casino, gebouwd in 1971, later omgebouwd tot auto- en passagiersveerboot in een recordtijd van enkele weken.

## Ramp
Op 7 april 1990 brak een brand uit op een van de onderdekken, dit werd op tijd ontdekt en de brand kon geblust worden. Ongeveer een uur later brak er echter op een andere plaats op het schip opnieuw brand uit. Deze werd niet tijdig ontdekt. In een mum van tijd stond het volledige schip in brand, 158 mensen kwamen om in deze fatale brand.

## Oorzaken
Na het ontdekken en het doven van de eerste brand werden geen verdere maatregelen genomen. Dit was slechts een van de redenen waarom de tweede brand kans kreeg zich enorm uit te breiden.
De tweede brand ontstond op een stapel beddengoed in een gang op een van de onderste dekken van het schip. Ze escaleerde al snel in een grote brand doordat de decoratieve afwerking van de wanden, die in het ganse schip verwerkt was, enorm brandbaar was; tijdens de ramp werd het vuur hierdoor voortdurend gevoed. In de passagiersdelen van de Scandinavian Star waren geen automatische rook- of brandmelders aanwezig en er was op de plaats van het ontstaan van de brand niemand aanwezig om ze manueel in te schakelen. Dit was een groot probleem inzake het sluiten van de branddeuren: dit kon enkel vanop de brug gebeuren, en dit gebeurde enkel voor plaatsen waar de brand door passagiers of bemanningsleden daadwerkelijk gezien werd en de brandmelders werden ingeschakeld. Daardoor bleven de branddeuren op verlaten plekken open, waardoor het vuur zich verder kon verspreiden. De ventilatie die op het autodek actief was zorgde ervoor dat de brand zich op nog geen halfuur over het hele schip verspreidde.
In de slaapvertrekken hing al zeer snel een dikke rook. Het evacuatiesignaal werd geactiveerd en het uiterste noodsignaal op zee (Mayday) werd verzonden.
Maar voor 158 mensen kon geen hulp meer baten. Ongeveer de helft van alle dodelijke slachtoffers werd in het achterste gedeelte van het schip teruggevonden. Dit had verschillende oorzaken: het evacuatiesignaal was niet op alle plaatsen hoorbaar (zeker niet toen de mensen sliepen) en mensen konden door de rook, het ontbreken van veiligheidsverlichting en een ontwerpfout in het schip de uitgangen niet meer terugvinden.
Maar in het algemeen waren er ook nog andere oorzaken voor het hoge dodenaantal:
- Het feit dat de kapitein de ventilatie af liet zetten. In de hutten was daardoor de overdruk ten opzichte van de gang weggevallen, waardoor de rook de hutten kon binnendringen.
- De samenstelling van de rook: deze bevatte koolstofmonoxide en waterstofcyanide en het inademen van beide gassen zorgde voor een catastrofaal effect. Op 10 na stierven alle slachtoffers door het inademen van deze rook.
- Onopgeleid personeel: de meeste personeelsleden spraken enkel Portugees (en geen Engels, Zweeds, Deens of Noors) en kregen slechts 2 weken opleiding; voordien werd ook geen enkele evacuatieoefening uitgevoerd.

Na vele onderzoeken en debatten zijn verschillende zaken verplicht geworden, zoals evacuatieoefeningen, goede hoorbaarheid van het evacuatiesignaal, automatische branddetectie en de veiligheidsopleiding van het personeel. Hoe deze brand ooit heeft kunnen ontstaan is tot op heden nog steeds een raadsel. Er waren geen elektrische of oliehoudende systemen in de buurt van de tweede brand aanwezig. De hypothese die tot nu toe steeds stand heeft gehouden is dat zowel de eerste als de tweede brand het resultaat waren van brandstichting, vermoedelijk door een pyromaan.

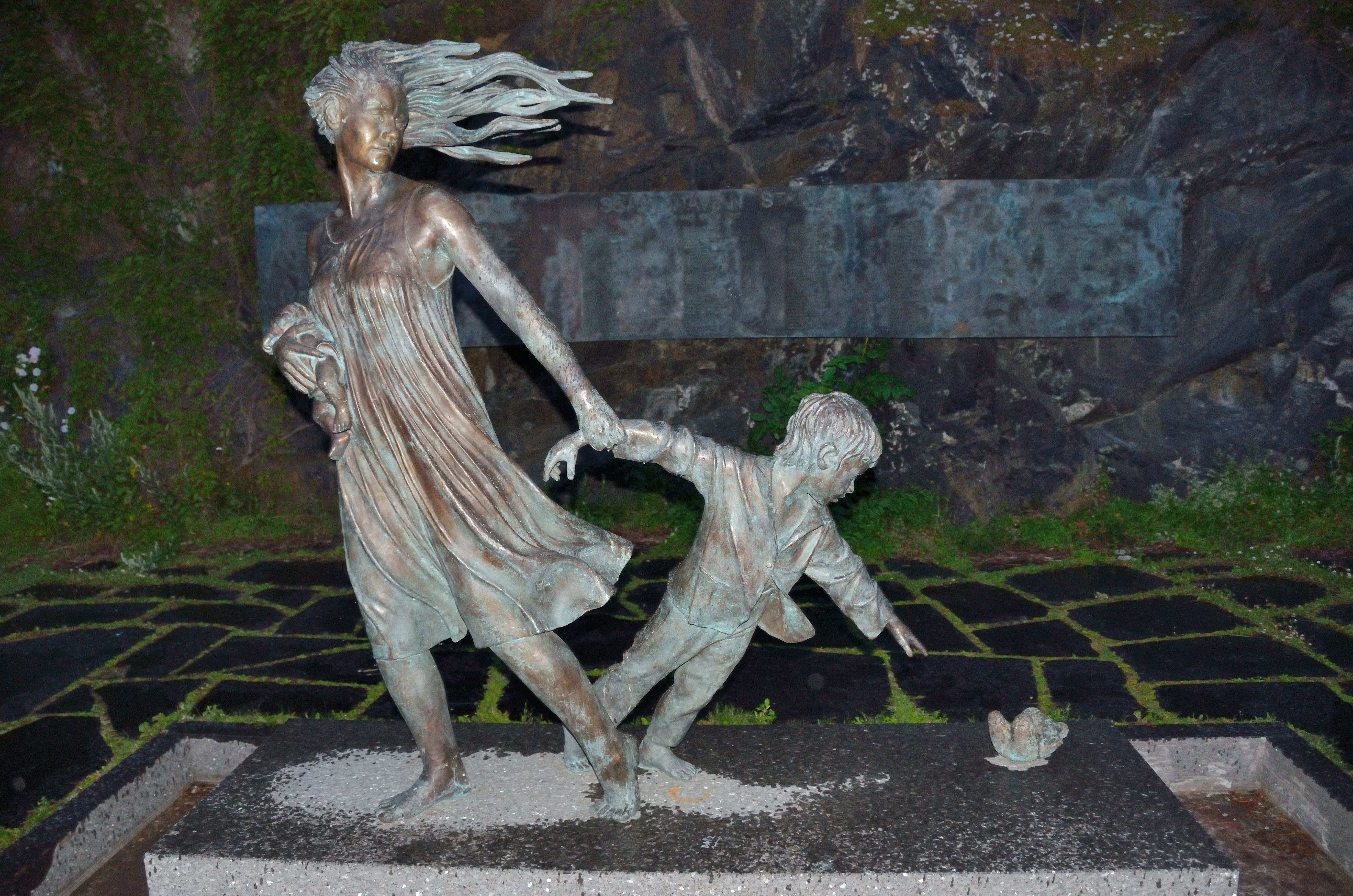
Monument voor de slachtoffers op de Scandinavian Star